# 1024 architecture
1024 architecture est une société française réalisant des installations.

## Historique
1024 architecture est fondée par Pierre Schneider et François Wunschel en 2007.

## Réalisations

### Abies Electronicus
Abies Electronicus est une installation en forme de sapin de Noël, de 25 mètres de hauteur, et de forme cubique, qu'il est possible d'explorer.
Il est présenté à Guebwiller, avant d'être le sapin de Noël de la Ville de Bruxelles en 2012. Ce choix suscite une vive polémique, ses détracteurs y voyant le symbole du refus de symbole religieux, associée à la montée des revendications islamistes,.

### Tesseract
Cette installation sous forme de cube permettant la visualisation par la lumière d'un tesseract a d'abord été présentée au Canada lors du New Forms Festival, en République Tchèque lors du Signal Festival et aux Pays-Bas lors du GLOW Festival Eindhoven (en).